# 法恩斯沃思·萊特
法恩斯沃思·萊特（Farnsworth Wright 1888年7月29日—1940年6月12日）是美國雜誌《詭麗幻譚》的編輯，1924年11月至1940年3月間為雜誌挑選了不少優秀作品，包括H·P·洛夫克拉夫特的克蘇魯神話系列。傑克·威廉森說他是“第一位偉大的奇幻編輯”。

## 生平
賴特出生於美國加州聖巴巴拉，曾在內華達大學和華盛頓大學讀書。在華盛頓大學時，他攻讀的是新聞專業，曾在《華盛頓大學日報》（University of Washington Daily）任總編三年。1914年4月25日，他又擔任《西雅圖星報》總編。
1917年，賴特入伍，參加一戰。1924年接替艾德溫·布萊德（Edwin Baird）擔任《詭麗幻譚》的編輯。
1921年，他已有帕金森氏病的先兆，他的病情逐年惡化，最終導致他在1940年退休，隨即在當年6月12日去世。

## 擴展閱讀
- E. Hoffman Price, "Farnsworth Wright", Ghost (July 1944); rpt. Anubis No 3 (1968); rpt Etchings and Odysseys No 3 (1983); in Price's The Book of the Dead (Sauk City WI: Arkham House, 2001).
- Seabury Quinn, "Farnsworth Wright" (letter), in Weird Tales (Nov 1940).

## 外部連接
- 法恩斯沃思·萊特的作品  - 古騰堡計劃
- 在Find a Grave上的法恩斯沃思·萊特
- 網路推理小說資料庫上的法恩斯沃思·萊特